# Hypenia
Hypenia es un género con 27 especies de plantas con flores perteneciente a la familia Lamiaceae. Es originario de Sudamérica.

## Especies
- Hypenia aristulata
- Hypenia brachystachys
- Hypenia calycina
- Hypenia concinna
- Hypenia crispata
- Hypenia densiflora
- Hypenia durifolia
- Hypenia gardneriana
- Hypenia glauca
- Hypenia inelegans
- Hypenia irregularis
- Hypenia macrantha
- Hypenia macrosiphon
- Hypenia marifolia
- Hypenia micrantha
- Hypenia ocymoides
- Hypenia paniculata
- Hypenia paradisi
- Hypenia pauliana
- Hypenia perplexa
- Hypenia pruinosa
- Hypenia reticulata
- Hypenia salzmanii
- Hypenia salzmanni
- Hypenia salzmannii
- Hypenia subrosea
- Hypenia vitifolia